# 红山寺石窟
红山寺石窟，位于中国甘肃省白银市平川区，为一个省级文物保护单位，类型为石窟寺及石刻。
红山寺石窟的历史年代为元至清。